# Lijst van nummer 1-dvd's in de Nederlandse Muziek DVD Top 30 in 2007
Dit is een lijst van nummer 1-dvd's in de Nederlandse Muziek DVD Top 30 in 2007.
| Nummer | Datum        | Artiest            | Titel                                                      |
| ------ | ------------ | ------------------ | ---------------------------------------------------------- |
| 95     | 6 januari    | Marco Borsato      | Symphonica In Rosso                                        |
|        | 13 januari   | Marco Borsato      | Symphonica In Rosso                                        |
|        | 20 januari   | Marco Borsato      | Symphonica In Rosso                                        |
|        | 27 januari   | Marco Borsato      | Symphonica In Rosso                                        |
|        | 3 februari   | Marco Borsato      | Symphonica In Rosso                                        |
| 96     | 10 februari  | Madonna            | The Confessions Tour                                       |
|        | 17 februari  | Madonna            | The Confessions Tour                                       |
|        | 24 februari  | Madonna            | The Confessions Tour                                       |
|        | 3 maart      | Madonna            | The Confesstions Tour                                      |
| 97     | 10 maart     | André Hazes        | Het beste uit de Hazes 100 van de fans - voor de fans      |
|        | 17 maart     | André Hazes        | Het beste uit de Hazes 100 van de fans - voor de fans      |
| 98     | 24 maart     | De Toppers         | Toppers in Concert 2006                                    |
| 99     | 31 maart     | André Hazes        | Het beste uit de Hazes 100 van de fans - voor de fans      |
| 100    | 7 april      | Marco Borsato      | Symphonica in Rosso                                        |
| 101    | 14 april     | Guus Meeuwis       | Live in het Philips Stadion                                |
| 102    | 21 april     | Marco Borsato      | Symphonica in Rosso                                        |
| 103    | 28 april     | Guus Meeuwis       | Live in het Philips Stadion                                |
|        | 5 mei        | Guus Meeuwis       | Live in het Philips Stadion                                |
|        | 12 mei       | Guus Meeuwis       | Live in het Philips Stadion                                |
|        | 19 mei       | Guus Meeuwis       | Live in het Philips Stadion                                |
|        | 26 mei       | Guus Meeuwis       | Live in het Philips Stadion                                |
| 104    | 2 juni       | De Toppers         | Toppers in Concert 2006                                    |
|        | 9 juni       | De Toppers         | Toppers in Concert 2006                                    |
| 105    | 16 juni      | Guus Meeuwis       | Live in het Philips Stadion                                |
|        | 23 juni      | Guus Meeuwis       | Live in het Philips Stadion                                |
|        | 30 april     | Guus Meeuwis       | Live in het Philips Stadion                                |
|        | 7 juli       | Guus Meeuwis       | Live in het Philips Stadion                                |
| 106    | 14 juli      | Dolly Dots         | Reünieconcert Ahoy 2007                                    |
|        | 21 juli      | Dolly Dots         | Reünieconcert Ahoy 2007                                    |
| 107    | 28 juli      | BZN                | Adieu BZN - The Last Concert                               |
|        | 4 augustus   | BZN                | Adieu BZN - The Last Concert                               |
| 108    | 11 augustus  | The Rolling Stones | The Biggest Bang                                           |
|        | 18 augustus  | The Rolling Stones | The Biggest Bang                                           |
|        | 25 augustus  | The Rolling Stones | The Biggest Bang                                           |
|        | 1 september  | The Rolling Stones | The Biggest Bang                                           |
|        | 8 september  | The Rolling Stones | The Biggest Bang                                           |
| 109    | 15 september | Guus Meeuwis       | Live in het Philips Stadion                                |
| 110    | 22 september | De Toppers         | Toppers in Concert 2007                                    |
|        | 29 september | De Toppers         | Toppers in Concert 2007                                    |
|        | 6 oktober    | De Toppers         | Toppers in Concert 2007                                    |
|        | 13 oktober   | De Toppers         | Toppers in Concert 2007                                    |
|        | 20 oktober   | De Toppers         | Toppers in Concert 2007                                    |
|        | 27 oktober   | De Toppers         | Toppers in Concert 2007                                    |
|        | 3 november   | De Toppers         | Toppers in Concert 2007                                    |
| 111    | 10 november  | Danny de Munk      | Live in Ahoy: 25-Jarig Jubileum Concert                    |
| 112    | 17 november  | Queen              | Rcok Montreal & Live Aid                                   |
| 113    | 24 november  | Shakira            | Oral Fixation Tour                                         |
| 114    | 1 december   | Frans Bauer        | Live in Ahoy 2006                                          |
| 115    | 8 december   | Guus Meeuwis       | Groots met een zachte G - Live in het Philips Stadion 2007 |
| 116    | 15 december  | Paul de Leeuw      | Symphonica in Rosso                                        |
|        | 22 december  | Paul de Leeuw      | Symphonica in Rosso                                        |
|        | 29 december  | Paul de Leeuw      | Symphonica in Rosso                                        |

2002 ·
2003 ·
2004 ·
2005 ·
2006 ·
2007 ·
2008 ·
2009 ·
2010 ·
2011 ·
2012 ·
2013 ·
2013 ·
2015 ·
2016 ·
2017 ·
2018 ·
2019
- Nederland (Top 40)
- Nederland (Single Top 100)
- Nederland (3FM Mega Top 50)
- Nederland (Kink 40)
- Nederland (DVD Top 30)
- Vlaanderen (Radio 2 Top 30)
- Vlaanderen (Ultratop 50)
- Vlaanderen (Top 30 van Ultratop)
- Vlaanderen (De Afrekening)
- Wallonië
- Australië
- Canada
- Denemarken
- Duitsland
- Frankrijk
- Ierland
- Italië
- Nieuw-Zeeland
- Noorwegen
- Oostenrijk
- Spanje
- Verenigd Koninkrijk
- Verenigde Staten (Hot 100)
- Zweden
- Zwitserland